# Régine Cavagnoud
Régine Cavagnoud (ur. 27 czerwca 1970 w Thônes, zm. 31 października 2001 w Innsbrucku) – francuska narciarka alpejska, mistrzyni świata.

## Kariera
Po raz pierwszy na arenie międzynarodowej pojawiła się w 1987 roku, startując na mistrzostwach świata juniorów w Sälen/Hemsedal, gdzie zajęła szóste miejsce w gigancie i siódme miejsce w zjeździe. Były to jej jedyne starty na imprezach tego cyklu.
W zawodach Pucharu Świata zadebiutowała 22 grudnia 1990 roku w Morzine, gdzie zajęła piętnaste miejsce w kombinacji. Tym samym już w swoim debiucie wywalczyła pierwsze pucharowe punkty. Na podium zawodów PŚ po raz pierwszy stanęła 27 lutego 1993 roku w Veysonnaz, zajmując drugie miejsce w zjeździe. W zawodach tych rozdzieliła Austriaczkę Anję Haas i Kate Pace z Kanady. Łącznie 23. razy stawała na podium, odnosząc osiem zwycięstw: 19 listopada 1999 roku w Copper Mountain wygrała giganta, 21 i 22 stycznia 2000 roku w Cortinie d’Ampezzo oraz 15 marca 2000 roku w Bormio była najlepsza w zjazdach, a 23 stycznia 1999 roku w Cortinie d’Ampezzo, 6 grudnia 2000 roku w Val d’Isère, 13 stycznia 2001 roku w Haus oraz 20 stycznia 2001 roku w Cortinie d’Ampezzo zwyciężała w supergigantach. Najlepsze wyniki osiągnęła w sezonie 2000/2001, kiedy to w klasyfikacji generalnej zajęła trzecie miejsce, w klasyfikacji zjazdu była trzecia, a w klasyfikacji supergiganta wywalczyła Małą Kryształową Kulę. Ponadto w sezonie 1999/2000 także była trzecia w klasyfikacji generalnej.
Na mistrzostwach świata w St. Anton w 2001 roku wywalczyła złoty medal w supergigancie. W zawodach tych wyprzedziła bezpośrednio Włoszkę Isolde Kostner i Niemkę Hilde Gerg. W 1992 roku wystąpiła na igrzyskach olimpijskich w Albertville, gdzie jej najlepszy wynikiem było dziesiąte miejsce w kombinacji. Na rozgrywanych dwa lata później igrzyskach w Lillehammer była między innymi jedenasta w supergigancie. Brała też udział w igrzyskach olimpijskich w Nagano w 1998 roku, zajmując siódme miejsce w zjeździe i szesnaste w supergigancie.
29 października 2001 roku podczas treningu reprezentacji w Pitztal w Austrii Cavagnoud uległa wypadkowi – przy prędkości 80 km/h zderzyła się z trenerem niemieckiej kadry Markusem Awanderem, który został ranny. Zawodniczka, w wyniku poważnych obrażeń mózgu, zmarła dwa dni później, tj. 31 października w uniwersyteckim szpitalu w Innsbrucku

## Osiągnięcia

### Igrzyska olimpijskie
| Miejsce | Dzień     | Rok  | Miejscowość | Konkurencja | Czas biegu | Strata     | Zwyciężczyni       |
| ------- | --------- | ---- | ----------- | ----------- | ---------- | ---------- | ------------------ |
| 10.     | 13 lutego | 1992 | Albertville | Kombinacja  | 2,55 pkt   | +48,58 pkt | Petra Kronberger   |
| 17.     | 15 lutego | 1992 | Albertville | Zjazd       | 1:52,55    | +2,39      | Kerrin Lee-Gartner |
| 26.     | 18 lutego | 1992 | Albertville | Supergigant | 1:21,22    | +5,47      | Deborah Compagnoni |
| 11.     | 15 lutego | 1994 | Lillehammer | Supergigant | 1:22,15    | +0,98      | Diann Roffe        |
| 26.     | 19 lutego | 1994 | Lillehammer | Zjazd       | 1:35,93    | +2,76      | Katja Seizinger    |
| 18.     | 24 lutego | 1994 | Lillehammer | Gigant      | 2:30,97    | +5,81      | Deborah Compagnoni |
| 16.     | 11 lutego | 1998 | Nagano      | Supergigant | 1:18,02    | +0,89      | Picabo Street      |
| 7.      | 16 lutego | 1998 | Nagano      | Zjazd       | 1:29,89    | +0,83      | Katja Seizinger    |

### Mistrzostwa świata
| Miejsce | Dzień       | Rok  | Miejscowość   | Konkurencja | Czas biegu | Strata     | Zwyciężczyni         |
| ------- | ----------- | ---- | ------------- | ----------- | ---------- | ---------- | -------------------- |
| 22.     | 26 stycznia | 1991 | Saalbach      | Zjazd       | 1:29,12    | +3,08      | Petra Kronberger     |
| 12.     | 29 stycznia | 1991 | Saalbach      | Supergigant | 1:08,72    | +1,54      | Ulrike Maier         |
| 10.     | 31 stycznia | 1991 | Saalbach      | Kombinacja  | 26,45 pkt  | +47,52     | Chantal Bournissen   |
| 11.     | 5 lutego    | 1993 | Morioka       | Kombinacja  | 3,39 pkt   | +63,34 pkt | Miriam Vogt          |
| 11.     | 11 lutego   | 1993 | Morioka       | Zjazd       | 1:27,38    | +1,23      | Kate Pace            |
| 15.     | 14 lutego   | 1993 | Morioka       | Supergigant | 1:33,52    | +1,52      | Katja Seizinger      |
| 25.     | 12 lutego   | 1996 | Sierra Nevada | Supergigant | 1:21,00    | +2,39      | Isolde Kostner       |
| 26.     | 18 lutego   | 1996 | Sierra Nevada | Zjazd       | 1:54,06    | +3,25      | Picabo Street        |
| 1.      | 29 stycznia | 2001 | St. Anton     | Supergigant | 1:23,44    | -          | -                    |
| 12.     | 6 lutego    | 2001 | St. Anton     | Zjazd       | 1:36,20    | +1,68      | Michaela Dorfmeister |
| 17.     | 9 lutego    | 2001 | St. Anton     | Gigant      | 2:19,01    | +7,22      | Sonja Nef            |

### Mistrzostwa świata juniorów
| Miejsce | Dzień    | Rok  | Miejscowość | Konkurencja | Czas biegu | Strata | Zwyciężczyni       |
| ------- | -------- | ---- | ----------- | ----------- | ---------- | ------ | ------------------ |
| 6.      | 20 marca | 1987 | Sälen       | Gigant      | 2:22,07    | +1,71  | Deborah Compagnoni |
| 7.      | 26 marca | 1987 | Hemsedal    | Zjazd       | 1:29,50    | +2,13  | Marika Daxer       |

### Puchar Świata

#### Miejsca w klasyfikacji generalnej
- sezon 1990/1991: 50.
- sezon 1991/1992: 51.
- sezon 1992/1993: 13.
- sezon 1993/1994: 28.
- sezon 1994/1995: 26.
- sezon 1995/1996: 46.
- sezon 1996/1997: 27.
- sezon 1997/1998: 28.
- sezon 1998/1999: 7.
- sezon 1999/2000: 3.
- sezon 2000/2001: 3.
- sezon 2001/2002: 81.

#### Miejsca na podium w zawodach Pucharu Świata
1. Veysonnaz – 27 lutego 1993 (zjazd) – 2. miejsce
2. Veysonnaz – 28 lutego 1993 (supergigant) – 3. miejsce
3. Val d’Isère – 10 grudnia 1998 (supergigant) – 3. miejsce
4. Veysonnaz – 19 grudnia 1998 (zjazd) – 2. miejsce
5. Cortina d’Ampezzo – 21 stycznia 1999 (zjazd) – 1. miejsce
6. Cortina d’Ampezzo – 22 stycznia 1999 (supergigant) – 3. miejsce
7. Cortina d’Ampezzo – 23 stycznia 1999 (supergigant) – 1. miejsce
8. Val d’Isère – 9 grudnia 1999 (gigant) – 3. miejsce
9. Copper Mountain – 19 listopada 1999 (gigant) – 1. miejsce
10. Sankt Moritz – 19 grudnia 1999 (supergigant) – 3. miejsce
11. Cortina d’Ampezzo – 22 stycznia 2000 (zjazd) – 1. miejsce
12. Santa Caterina – 11 lutego 2000 (supergigant) – 2. miejsce
13. Bormio – 15 marca 2000 (zjazd) – 1. miejsce
14. Aspen – 24 listopada 2000 (supergigant) – 2. miejsce
15. Lake Louise – 2 grudnia 2000 (supergigant) – 2. miejsce
16. Val d’Isère – 6 grudnia 2000 (supergigant) – 1. miejsce
17. Sankt Moritz – 17 grudnia 2000 (zjazd) – 3. miejsce
18. Haus – 13 stycznia 2001 (supergigant) – 1. miejsce
19. Cortina d’Ampezzo – 19 stycznia 2001 (zjazd) – 3. miejsce
20. Cortina d’Ampezzo – 20 stycznia 2001 (supergigant) – 1. miejsce
21. Åre – 9 marca 2001 (supergigant) – 3. miejsce
22. Courchevel – 24 marca 2001 (gigant) – 1. miejsce
23. Sölden – 27 października 2001 (gigant) – 3. miejsce